# Заяузье
Зая́узье — историческое название местности в Москве, на левом берегу Яузы у устья, на востоке от Кремля.

## История
Первые сёла появились здесь в XII—XIII веках. На этом месте проходила дорога от Кремля до Коломны и Рязани. В 1380 году князь Дмитрий Донской со своей ратью шёл на Куликово поле по этой дороге. Андроников монастырь построен в Заяузье в XIV веке.
В XVI веке землю Заяузья начали активно застраивать и заселять. Вследствие этого образовалась Таганная слобода (Таганка), Гончарная слобода, Котельническая слобода (Котельническая набережная). Тогда построена и церковь Никиты за Яузой, самая старая в этом районе, на Швивой горке.
В конце XVI века отрезок Заяузья включён в структуру Земляного города. С начала XVII века бояре, иноземцы и дворяне стали размещать в Заяузье свои дворы. К XVIII веку слободы в Заяузье начали исчезать, вместо них местность занимали дома купеческие, чиновничьи, дворянские. Некоторые городские усадьбы, построенные в тот период сохранились и по сей день. В 1812 году почти все постройки Заяузья полностью сгорели из-за пожара.
В XIX слово Заяузье как наименование данной местности стало забываться, вместо него появилось новое — Таганка. В 1973 году территория Заяузья, у Садового кольца, стала заповедной зоной. Улицы: Верхняя Радищевская, Гончарная, Николоямская и Яузская.